# Oranje vissenpak
Het Oranje vissenpak is een trui waarin de leider van het algemeen klassement van de schaatscompetitie De Vier van Noord-Holland rijdt en als zodanig herkenbaar is. Bij de eerste editie in 2024 is de enige truidrager Bart Hoolwerf doordat Hoolwerf vier wedstrijden bovenaan in het klassement bleef. Ditzelfde geldt voor Marijke Groenewoud, zij wist ook vier wedstrijden bovenaan in het klassement te blijven.

## Overzicht van leiders
Top-divisie mannen
| Aantal | Schaatser     | Ploeg           |
| ------ | ------------- | --------------- |
| 4      | Bart Hoolwerf | Team Reggeborgh |

Top-divisie vrouwen
| Aantal | Schaatser          | Ploeg                        |
| ------ | ------------------ | ---------------------------- |
| 4      | Marijke Groenewoud | Team Albert Heijn Zaanlander |

Oranje vissenpak · 
Blauwe lotenpak · 
Records
·2024 ·